# Кей Армен
Арменуи Манугян (арм. Արմենուհի Մանուկյան); 2 ноября 1915 — 3 октября 2011), наиболее известная под псевдонимом Кей Армен (арм. Քեյ Արմեն) — американская певица армянского происхождения, популярная в 1940-х—1950-х годах. За свою почти что шестидесятилетнюю карьеру она выступала на радио, снималась в кино и на телевидении, работала в театре. Также написала много песен, выступала в ночных клубах и сделала много записей.

## Радио
Армен родилась в Чикаго, в штате Иллинойс, в семье профессионального борца. Первое выступление на радио состоялось на WSM в Нэшвилле, в штате Теннесси,. Выступала на 12 программах за неделю. В 1947 году вела собственную еженедельную 15-минутную программу, Kay Armen-Songs, на NBC-Blue.

## Телевидение и фильмы
Имела ряд ролей на телевидении и в кино; в частности появилась в ситкоме 1959 года NBC Любовь и брак, в мюзикле 1955 года Вставай! Подъём! и в фильме 1961 года Эй, давай твист!. Написала такие песни как, «Be Good to Yourself», «My Love and I» и «It’s a Sin to Cry Over You».

## Личная жизнь
Её младший брат, Роберт Манугян-младший (4 января 1918 — 3 апреля 2002) был профессиональным рестлером и в 1940-х годах состоял в National Wrestling Alliance под псевдонимом Бобби Манагофф.
Кей Армен скончалась в Нью-Йорке в возрасте 95 лет.

## Фильмография
- 1955: Вставай! Подъём![англ.] — Миссис Оттавио Феррари
- 1959-1960: Любовь и брак — Софи (Tелесериал, 18 эпизодов)
- 1961: Эй, давай твист![англ.] — Энджи
- 1980: Джимми Би и Андре — Мама Бутсикарис (Tелефильм)
- 1981: Отцовство — Клаудия Фейнштейн